# Castore Durante
Castore Durante detto anche Castor Durante da Gualdo (Gualdo Tadino, 1529 – Viterbo, 1590) è stato un medico, botanico e poeta italiano del Rinascimento.

## Biografia
Suo padre fu il giurista Giovan Diletto Durante di Gualdo Tadino, la madre una certa Gerolima; la coppia ebbe altri cinque figli: Ludovico, Pollùce, Zenobia, Imperia e Caterina.
Castore si laureò in medicina a Perugia e nel 1567 divenne medico di Gualdo Tadino. A Roma insegnò presso l'Archiginnasio della Sapienza e venne nominato archiatra alla corte di papa Sisto V (secondo alcune fonti su segnalazione del cardinale Hieronimo Rusticucci).
Grazie al successo delle sue pubblicazioni, godette di grande popolarità in Italia e in Europa.
Morì a Viterbo nel 1590 e fu sepolto nella chiesa di San Francesco.

## Opere

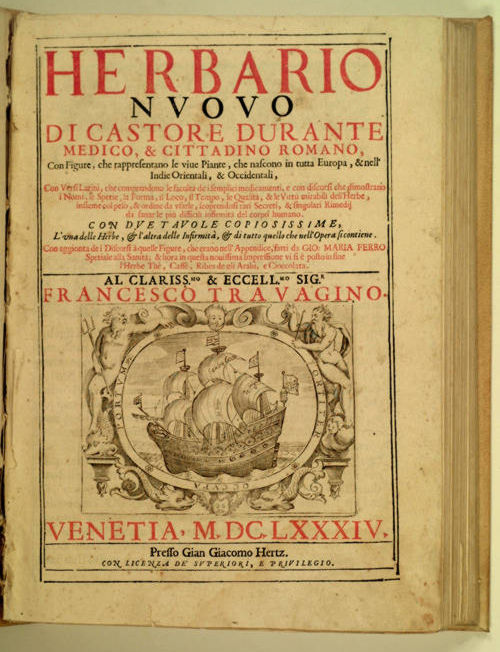
Herbario nuovo,1585

- Herbario novo, pubblicato nel 1585 a Roma[2], è una collezione di piante medicinali dell'Europa e delle Indie Orientali ed Occidentali. Le prime edizioni vennero illustrate da Leonardo Parasole da Norcia, mentre la terza edizione include le piccole xilografie del celebre incisore Isabella Parasole. Ciascuna specie include, oltre all'illustrazione, "nome, forma, loco, qualità, virtù" in italiano e latino. L'erbario verrà integrato e ripubblicato in 11 edizioni italiane, una edizione tedesca e una spagnola. Le ristampe proseguiranno anche dopo la scomparsa dell'autore per oltre centotrenta anni.

(Castore Durante, Frontespizio Herbario novo, 1585)
- Il tesoro della sanità: pubblicato a Roma nel 1586 è una collezione di rimedi di medicina popolare per le famiglie, con regole pratiche di igiene e suggerimenti dietetici.